# Лукашевич Василь Лукич
Василь Лукич Лукашевич (1783 або 1787 або 1788 — 4 або 16 жовтня 1866) — статський радник, переяславський повітовий маршалок шляхти.

## Біографія
Походив з козацько-старшинського роду. Батько — останній київський полковник, генерал-майор Лука Михайлович Лукашевич, католик, мати — Горпина (Аграфена) Євстафіївна Могилянська. 
З 30 березня 1798 року виховувався у Пажеському корпусі. 1803-1804 — за іспитами призначений перекладачем до Колегії закордонних справ. 1805 року переведений до Міністерства внутрішніх справ графа Віктора Кочубея, 1809 року вийшов у відставку й оселився в Борисполі. Заснував школу в Переяславі. З 1811 року впродовж 18 років до 14 червня 1825 року — маршалок шляхти Переяславського повіту.
Війна з Францією відкрила широке поле діяльності для енергії Лукашевича. У приклад іншим поміщикам він жертвував на потреби армії коней, волів, фураж, погоничів й інше; сформував і влаштував зразкове ополчення з дворян повіту, яким він керував; мав на власній опіці кілька військових лазаретів, в яких різночасно перебувало до 7000 хворих і поранених, а після вторгнення ворога до Москви запросив Переяславське дворянство до загального озброєння всіх, що можуть нести зброю, не рахуючи тих, що раніше вступили в ополчення. Лукашевич кілька разів удостоєний був Найвищого благовоління, в 1812 р. нагороджений орденом св. Володимира 4-й ст., у 1815 р. — чином надвірного радника і в 1817 р. — орденом св. Анни 2-й ст. Крім того, увесь дворянський стан Полтавської губернії в 1812 р. висловив йому свою подяку «за зміст користі» його при продовольстві різних повітових ополчень, розташованих в Переяславському повіті, і «за іншу у громадських справах старанність». У 1824 р. йому подаровані були діамантові знаки ордена св. Анни 2-й ст.
Масон. Член полтавської ложі декабриста Михайла Новикова «Любовь к истине» (Полтава, 1818–1819, до неї входили також І.Котляревський і В. В. Тарновський-старший) та Товариства об'єднаних слов'ян у Києві, але тримався від інших декабристів відчужено, висловив гасло «сонце сходить у Чигирині».
Член Союза Благоденства. Проходив по справі декабристів. Заарештований поблизу Борисполя. 27 січня або в лютому 1826 року доставлений до Петербурга, утримувався у Петропавлівський фортеці. 4 вересня 1826 року височайше наказано Лукашевичу жити у селі, яке він обере, під наглядом малоросійського генерал-губернатора. Мешкав у своєму маєтку у Борисполі, де і помер у віці 83-х років.